# МТУ (мостоукладчик)
МТУ (К-67, МТУ-12, МТУ-54, МТ-54) — первый советский крупносерийно выпускавшийся танковый мостоукладчик. 
Являлся полковым средством инженерного вооружения. Основное предназначение — обеспечение преодоления препятствий танковыми и иными подразделениями первых эшелонов.

## История создания
Тактико-технические требования на разработку и изготовление мостоукладчика — мостоопорного танка на базе Т-54 маршал П. С. Рыбалко утвердил в октябре 1946 года. Согласно ТТТ, мостовой танк должен был «перекрывать своим мостом-фермой малые естественные и искусственные препятствия с целью пропуска гусеничных и колесных боевых машин». Длина моста при этом должна была быть не менее 15 м, грузоподъемность — 75 т. В качестве оружия для самообороны машины предусматривалась установка двух спаренных зенитных 14,5-мм пулемётов с возможностью кругового обстрела.
Разработку мостового танка поручили КБ завода № 75. До начала 1950-х гг. его создание шло медленными темпами. Эскизный проект мостового танка МТ-54 закончили в августе 1948 года, однако технический проект мостоукладчика был утверждён НТК Инженерных войск только в ноябре 1951 года. Чертежи броневого корпуса машины передали на завод № 264 для изготовления броневых деталей, а завод № 75 приступил к выпуску остальных деталей и узлов для сборки опытных образцов.
Первые два опытных образца мостоукладчика, получивших заводское обозначение «Объект 421», были выпущены заводом № 75 в 1952 году и направлены на заводские испытания. В 1954 году изготовили ещё один «Объект 421», предназначавшийся для проведения полигонных испытаний. По результатам этих испытаний мостоукладчик «Объект 421» под маркой МТУ-54 был принят на вооружение Советской Армии, а его серийное производство было организовано в 1956—1957 годах на заводах № 75 и № 183. 
С 1956 года мосты для МТУ изготавливали на заводе металлоконструкций в г. Ворожба.
В дальнейшем МТУ выпускался достаточно большой серией.

## Описание конструкции
В качестве базы использовалось шасси основного и среднего танка Т-54. От базовой машины он отличался изменённой конструкцией корпуса: вместо башни с вооружением устанавливалось дополнительное оборудование и механизмы для перевозки и установки на препятствие однопролётного двухколейного стального моста массой 5 тонн. Кроме того, изменения затронули систему охлаждения и подогрева двигателя, топливную систему и трансмиссию. В состав экипажа входили три человека: командир, механик-водитель и стрелок.
Средняя скорость машины с установленным мостом по шоссе составляла 20—25 км/ч, по просёлку — 12—18 км/ч.
Мостоукладчик позволял устанавливать мосты грузоподъёмностью до 50 тонн и шириной преодолеваемых преград до 11 м, а также препятствия высотой до 2,5 м. Ширина каждой из двух колей моста составляла 1,2 м. Установка осуществлялась надвижным способом. Наведение моста происходило дистанционно, без разгерметизации корпуса и выхода экипажа наружу.

### Вооружение
В качестве основного вооружения используется 12,7-мм пулемёт ДШКМ. В боекомплект входит 400 патронов.
В комплект дополнительного вооружения включены:
- Автомат АК-47. Боекомплект 150 патронов.
- 10 гранат Ф-1.
- 2 дымовые шашки БДШ.
- Сигнальный пистолет СПШ. Боекомплект 30 выстрелов.

## Операторы
- СССР
- ГДР — 12 единиц МТУ-12 поставлены из СССР в период с 1969 по 1970 годы
- Бангладеш — некоторое количество МТУ, по состоянию на 2012 год[6]
- Беларусь — некоторое количество МТУ, по состоянию на 2012 год[7]
- Босния и Герцеговина — некоторое количество МТУ, по состоянию на 2012 год[8]
- Венгрия — некоторое количество МТУ, по состоянию на 2012 год[9]
- Египет — некоторое количество МТУ, по состоянию на 2012 год[10]
- Зимбабве — некоторое количество МТУ, по состоянию на 2012 год[11]
- Израиль — некоторое количество МТУ, по состоянию на 2012 год[12]
- Йемен — некоторое количество МТУ, по состоянию на 2012 год[13]
- Китай — некоторое количество МТУ, по состоянию на 2012 год[14]
- Кот-д’Ивуар — некоторое количество МТУ, по состоянию на 2012 год[15]
- Лаос — некоторое количество МТУ, по состоянию на 2012 год[16]
- Россия — некоторое количество МТУ, по состоянию на 2012 год[17]
- Сирия — некоторое количество МТУ, по состоянию на 2012 год[18]
- Словения — некоторое количество МТУ, по состоянию на 2012 год[19]
- Уганда — некоторое количество МТУ, по состоянию на 2012 год[20]
- Финляндия — 5 единиц МТУ-12 поставлены из СССР в 1966 году[21]
- Эритрея — некоторое количество МТУ, по состоянию на 2012 год[22]
- Эфиопия — некоторое количество МТУ, по состоянию на 2012 год[23]

## Оценка машины
На удивление простая трансмиссия системы наводки моста весьма надежна и легко ремонтируется в войсках. Это обеспечивало МТУ высокую живучесть в условиях работы на ней наших доблестных «отличников боевой и политической подготовки». Проще говоря, вывести МТУ из строя неумелой эксплуатацией невозможно.
А вот танкисты моста МТУ боялись. В курсе вождения танков препятствие «колейный мост» считалось одним из самых трудных. Ещё бы — надо точно выйти на ось моста, а в момент заезда танка на мост танкист видит в приборах наблюдения только небо. «А ну как танк заехал на мост косо и сейчас брякнется вниз?! Чертовы саперы, не могли придумать мост пошире, метров так на десять! А тут изволь проехать по мосту, ширина которого не шире самого танка! Нет это невозможно!». И танк замирает посередине моста. И что самое интересное, действительно наискосок. Я никогда не мог понять, как можно едучи прямо, на мосту оказаться наискосок.— Веремеев Ю. Г.